# Dziurawiec kosmaty
Dziurawiec kosmaty (Hypericum hirsutum L.) – gatunek rośliny wieloletniej z rodziny dziurawcowatych. Występuje w znacznej części Europy, w zachodniej Azji i północno-zachodniej Afryce. W Polsce występuje tylko na południu, po dolinę Odry na Dolnym Śląsku i ziemi lubuskiej, Wyżynę Śląską i Pogórze Karpackie, poza tym notowany jest jako gatunek zawleczony.

## Morfologia

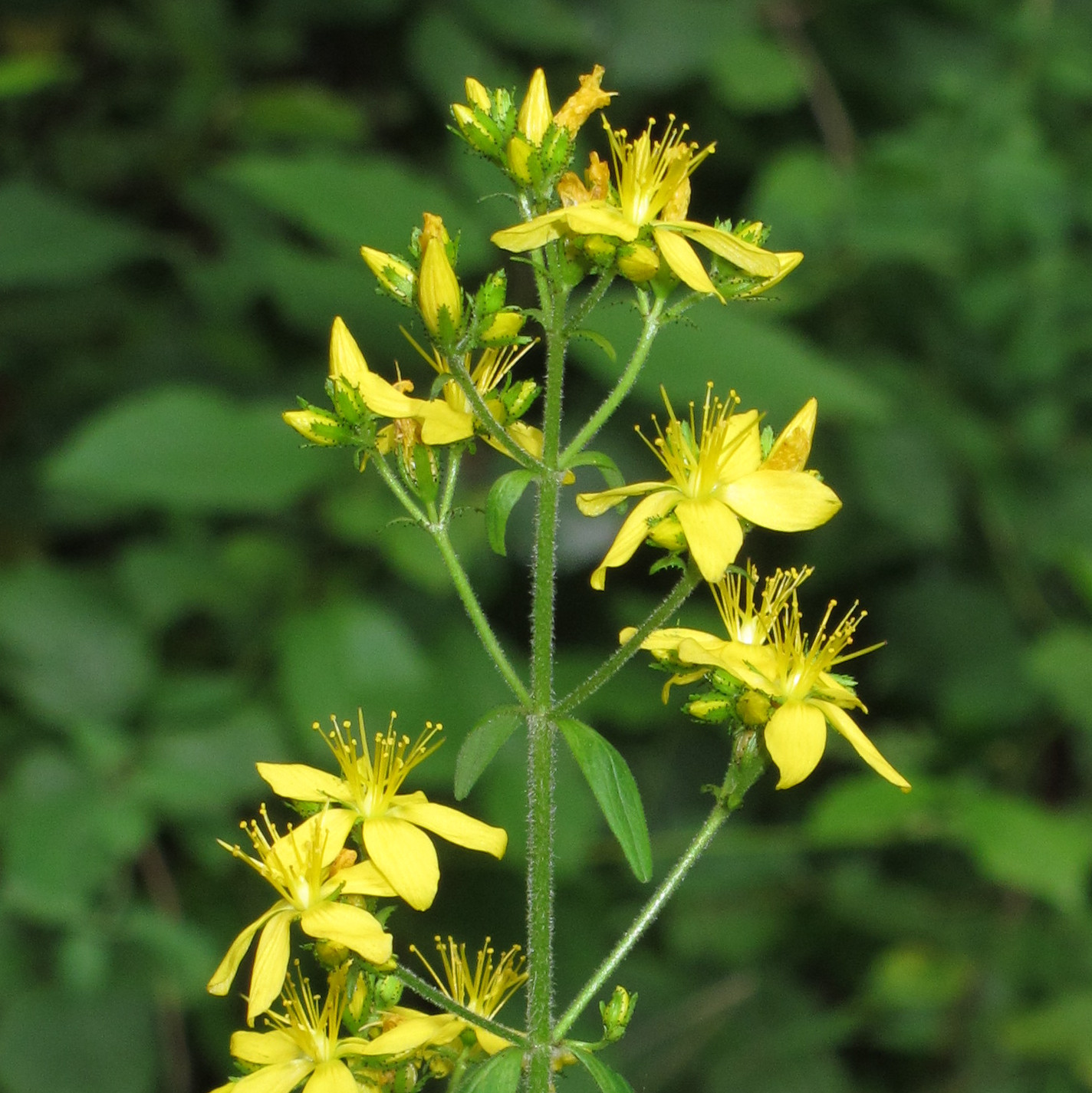
Kwiatostan

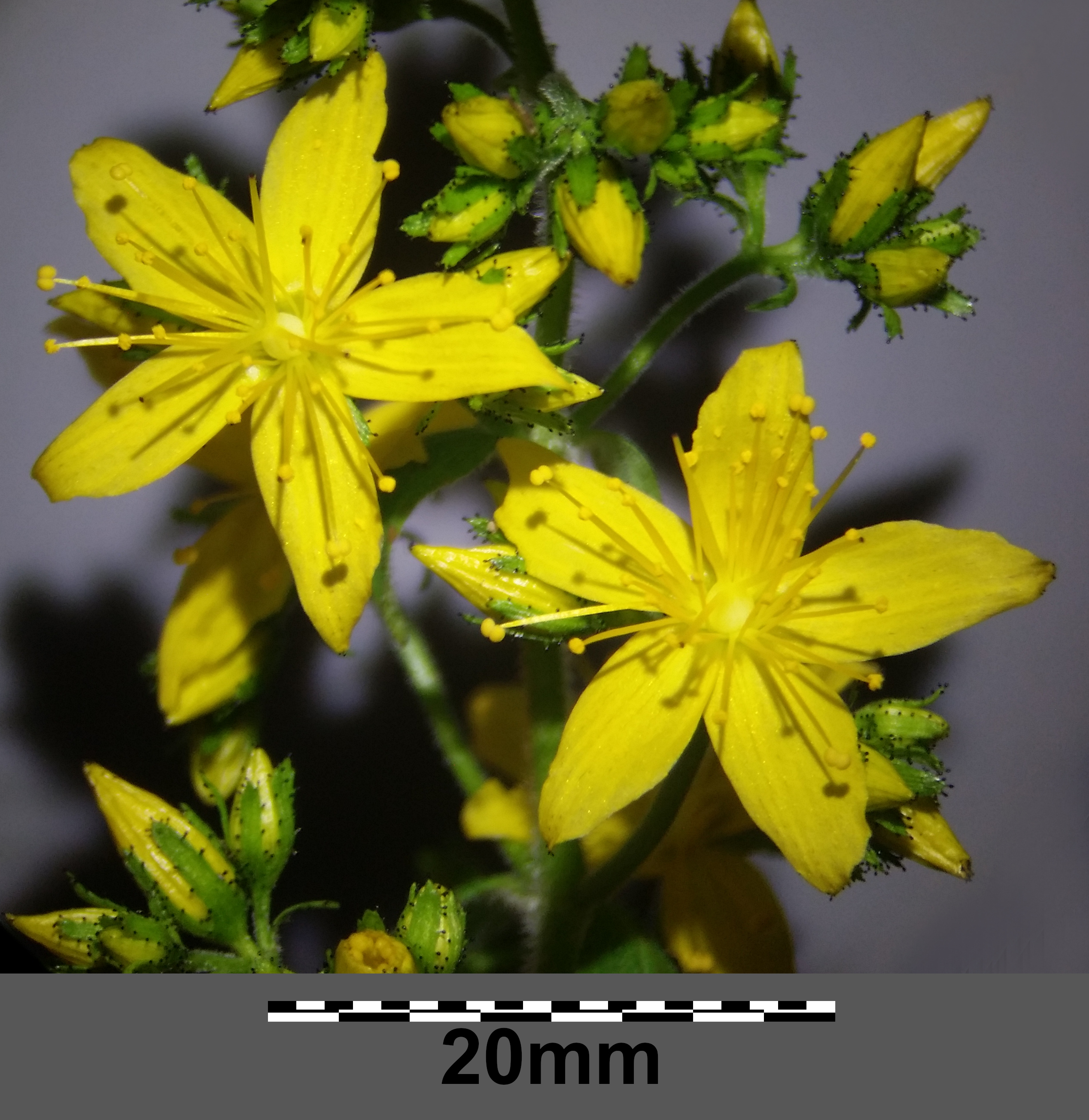
Kwiaty

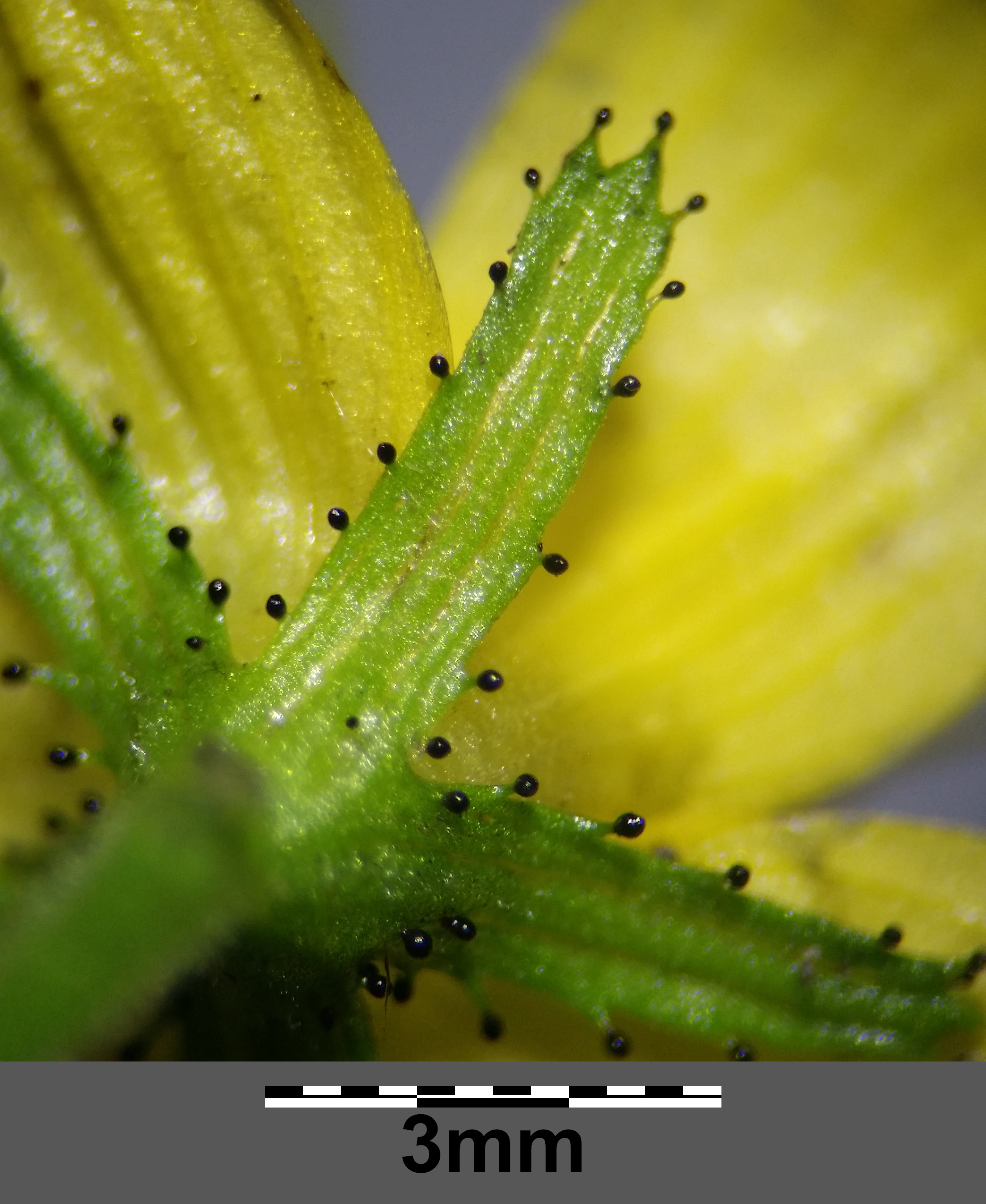
Działka kielicha

ŁodygaWzniesiona o wysokości od 40 do 100 cm, owłosiona, obła.
LiścieKrótkoogonkowe, jajowate od 2 do 5 cm, na brzegach czarne gruczołki, krótko owłosione.
KwiatyŻółte o średnicy 1,5–2 cm, na owłosionych szypułkach, w luźnych stożkowatych wiechach. Pręciki na szczycie mają żółty gruczołek. Działki kielicha, przysadki i podkwiatki są gęsto i gruczołowato orzęsione lub piłkowane.

## Biologia i ekologia
Bylina, hemikryptofit. Rośnie w widnych, wilgotnych lasach i brzegach lasów, porębach i zaroślach, chętnie na glebach gliniastych. Kwitnie od czerwca do sierpnia. Gatunek charakterystyczny dla związku (All.) Atropion belladonnae.